# Кынык

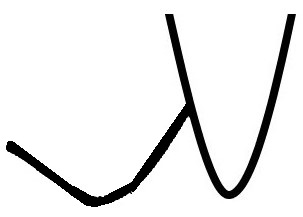
Тамга туркменского племени кынык согласно «Родословной туркмен» Абул-Гази

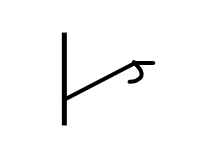
Тамга племени кынык согласно М.Кашгари

Кынык (туркм. gynyk) — одно из древних огузо-туркменских племен, упоминаемых в произведениях средневековых историков. Из племени кынык происходит династия Сельджукидов.

## Происхождение
Племя кынык входило в состав 24-х изначальных туркменских (огузских) племен, ведущих свое происхождение от Огуз-хана — древнего героя-прародителя туркмен и других тюркских народов.
Сведения о туркменском происхождении племени кынык приводит известный государственный деятель и историк Государства Хулагуидов Фазлаллах Рашид ад-Дин в своем произведении «Джами ат-таварих», глава «Легенды об Огуз-хане. Племенное деление туркмен»:
«(Потомки ветви Огуза) У него, как будет ниже изложено, было шесть сыновей: каждый из них имел четыре сына…ДЕНГИЗ-ХАН — Йигдер, Йиве, Бюкдюз, Кынык».
Об этом пишет также хивинский хан и историк Абу-ль-Гази в произведении «Родословная туркмен»:
«Имя старшего сына Тенгиз-хана — Игдир, второй [сын] — Бyкдyз, третий — Ава, четвертый — Кынык.»

Памятник сельджукским султанам Алп-Арслану и Мелик-шаху в Ашхабаде, Туркменистан

Известный российский и советский историк и востоковед В.Бартольд отмечает, что правящая династия Сельджукидов была родом из туркменского племени кынык.
«Вопрос об отношении представителей власти к тому народу, из которого они вышли, был в государстве потомков Сельджука еще более сложен, чем в государстве Караханидов. …И все-таки они признавали себя не только огузами, или туркменами, но и выходцами из рода кынык (такое произношение указано у Махмуда Кашгарского), одного из 24 (по Махмуду Кашгарскому из 22) огузских родов…» 

## История
Туркменское племя кынык в большом количестве мигрировало со Средней Азии на территорию Анатолии в составе сельджукского движения, при этом сам сельджукский султан в свое войско набирал 40 тысяч воинов из кыныков для своих военных походов.

## В составе других народов
В Средние века, часть племени кынык вошла в состав рода байбакты крупного казахского племени Алшын, проживающего в Западном Казахстане.

## Топонимика
Туркменское племя кынык оставило свой след в топонимике Афганистана и Азербайджана. В области (иле) Измир, Турция, имеется город Кынык, который был основан в средние века племенем кынык, мигрировавшим в Анатолию в составе сельджукского движения. Всего на территории Турции имеются 28 топонимов, связанных с этим племенем, которые сосредоточены в илах Анкара, Маниса, Малатья, Афьон-Карахисар и Бурса.
На территории Бижбулякского района Башкортостана имеется село Каныкай, название которого восходит к племени кынык.